# منطقه‌های ترکیه

منطقه های ترکیه که بر پایهٔ محدوده‌های سرشماری تعیین شده‌اند.

مناطق جغرافیایی ترکیه شامل هفت منطقه (به ترکی: bölge و به زبان انگلیسی Geographical regions of Turkey ) است
کنگرهٔ جغرافیای اول که در سال ۱۹۴۱ در آنکارا برگزار شد، در پایان بررسی‌های طولانی خود ترکیه را به هفت منطقه جغرافیایی (به ترکی: bölge) تقسیم نمود. منطقه‌های تعریف شده صرفاً برای بیان تعاریف و اهداف جغرافیایی، جمعیتی و اقتصادی است. این تقسیم بندی ها بر اساس معیارهایی از جمله اینکه ترکیه از سه طرف توسط دریاها احاطه شده است، کوه ها قسمت های داخلی آناتولی را از سواحل، آب و هوا، حمل و نقل و پوشش گیاهی جدا می کنند، تعیین شد. به یک تقسیم اداری اشاره نمی کند.

## ویژگی‌ها
منطقه‌های ترکیه عبارتند از:
| منطقه                                                    | جایگاه | ویژگی |
| -------------------------------------------------------- | ------ | --- |
| منطقه‌های ترکیه                                           |        | مناطق جغرافیایی با توجه به مشخصات آب‌وهوایی مشابه گروه‌بندی شده‌اند.                                                                          |
| منطقه اژه (ترکی: Ege Bölgesi)                            |        | منطقه اژه با مساحت ۷۹٫۰۰۰ کیلومتر مربع پنجمین منطقه بزرگ در میان هفت منطقه جغرافیایی ترکیه است.                                            |
| منطقه مرمره (ترکی: Marmara Bölgesi)                      |        | منطقه مرمره با مساحت ۶۷٫۰۰۰ کیلومتر مربع کوچک‌ترین ولی پرجمعیت‌ترین منطقه ترکیه است.                                                         |
| منطقه مدیترانه (ترکی: Akdeniz Bölgesi)                   |        | منطقه مدیترانه ترکیه با مساحت ۱۲۰٫۰۰۰ کیلومتر مربع هم از نظر مساحت و هم از نظر جمعیت در جایگاه چهارم قرار دارد.                            |
| منطقه آناتولی شرقی (ترکی: Doğu Anadolu Bölgesi)          |        | منطقه آناتولی شرقی از نظر مساحت بزرگ‌ترین و در عین حال کم‌جمعیت‌ترین منطقه ترکیه است.                                                         |
| منطقه دریای سیاه (ترکی: Karadeniz Bölgesi)               |        | منطقه دریای سیاه ترکیه ۱۸٬۱ درصد از خاک ترکیه را در بر می‌گیرد. این منطقه با مساحت ۱۴۱٫۰۰۰ کیلومتر مربع از این نظر در جایگاه سوم قرار دارد. |
| منطقه آناتولی جنوب شرق (ترکی: Güneydoğu Anadolu Bölgesi) |        | منطقه آناتولی جنوب شرق با مساحت ۷۵٫۰۰۰ دومین منطقه کوچک ترکیه است.                                                                         |
| منطقه آناتولی مرکز (ترکی: Iç Anadolu Bölgesi)            |        | منطقه آناتولی مرکزی با مساحت ۱۵۱٫۰۰۰ دومین منطقه بزرگ ترکیه است.                                                                           |

## داده‌های آماری
| منطقه                  | مساحت به کیلومتر مربع | تراکم جمعیت در کیلومتر مربع | جمعیت (در سال ۲۰۰۰) | رشد جمعیت (٪) | درصد از خاک ترکیه |
| ---------------------- | --------------------- | --------------------------- | ------------------- | ------------- | ----------------- |
| ترکیه                  | ۷۸۰٫۰۰۰               | ۸۷                          | ۷۲٫۸۰۳٫۹۲۷          | ۱٬۵           | ۱۰۰               |
| منطقه اژه              | ۷۹٫۰۰۰                | ۱۱۳                         | ۸٫۹۳۸٫۷۸۱           | ۱٬۶۲۹         | ۱۰                |
| منطقه مرمره            | ۶۷٫۰۰۰                | ۲۵۹                         | ۱۷٫۳۶۵٫۰۲۷          | ۲٬۶۶۹         | ۸                 |
| منطقه مدیترانه         | ۱۲۰٫۰۰۰               | ۷۳                          | ۸٫۷۰۶٫۰۰۵           | ۲٬۱۴۳         | ۱۵                |
| منطقه آناتولی شرقی     | ۱۶۳٫۰۰۰               | ۳۸                          | ۶٫۱۳۷٫۴۱۴           | ۱٬۳۷۵         | ۲۱                |
| منطقه دریای سیاه       | ۱۴۱٫۰۰۰               | ۶۰                          | ۸٫۴۳۹٫۲۱۳           | ۰٬۳۶۵         | ۱۸                |
| منطقه آناتولی جنوب شرق | ۷۵٫۰۰۰                | ۸۸                          | ۶٫۶۰۸٫۶۱۹           | ۲٬۴۷۹         | ۹                 |
| منطقه آناتولی مرکزی    | ۱۵۱٫۰۰۰               | ۷۷                          | ۱۱٫۶۰۸٫۸۶۸          | ۱٬۵۷۸         | ۱۹                |

## تقسیم‌بندی استان‌های ترکیه بر پایهٔ منطقه

### منطقه اژه

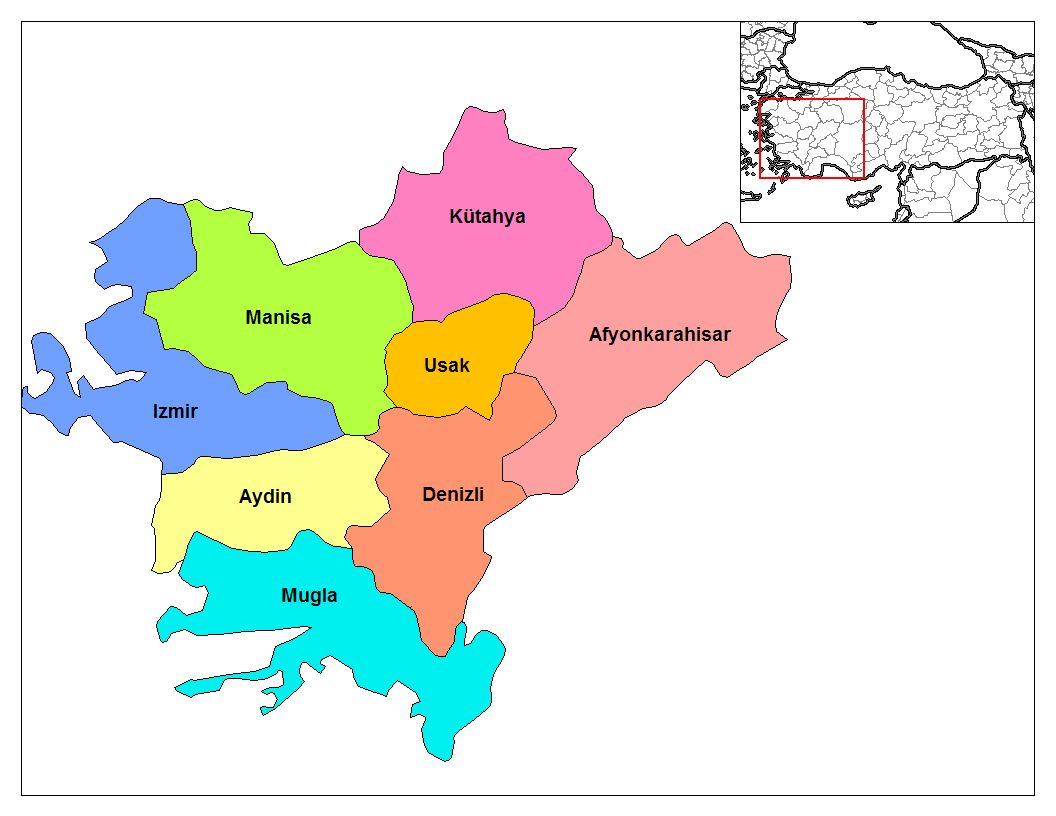
منطقه اژه

- ازمیر
- افیون قره‌حصار
- آیدین
- دنیزلی
- عُشاق
- کوتاهیه
- مانیسا
- موغله

### منطقه مرمره

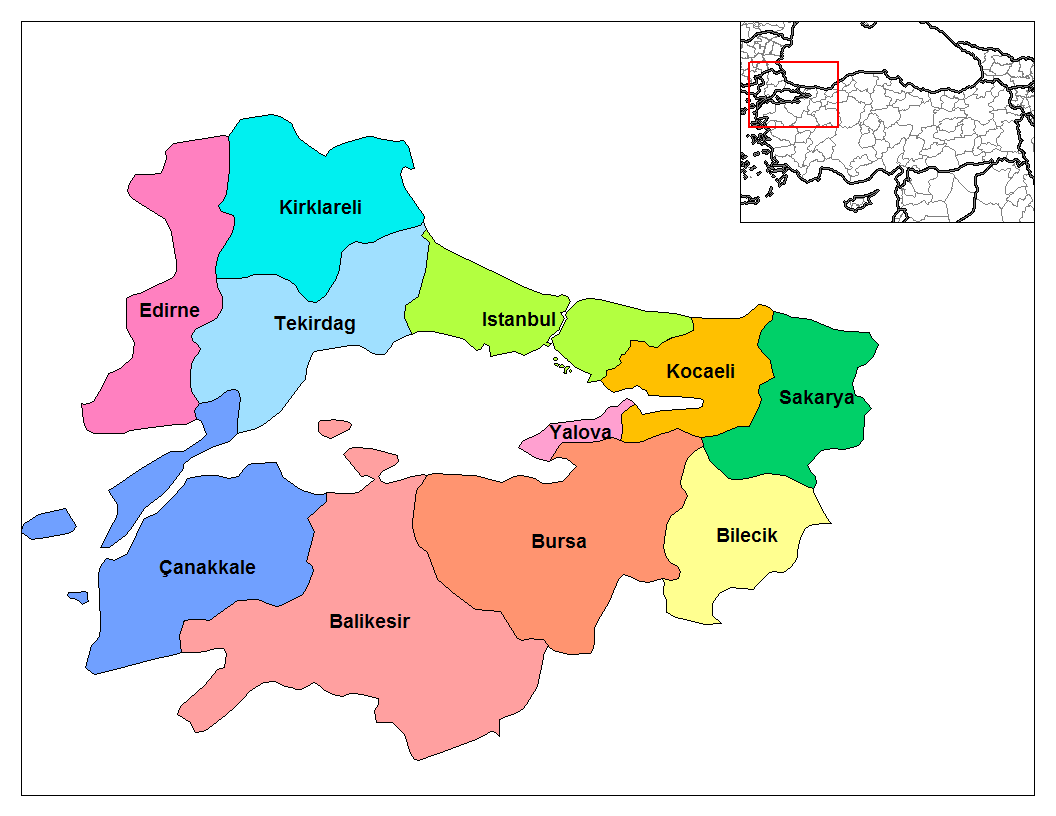
منطقه مرمره

- ادیرنه
- استانبول
- بالیکسیر
- بورسا
- بیله‌جک
- تکیرداغ
- چاناق‌قلعه
- سقاریه
- قوجا ایلی
- قرقلرایلی
- یالوا

### منطقه مدیترانه

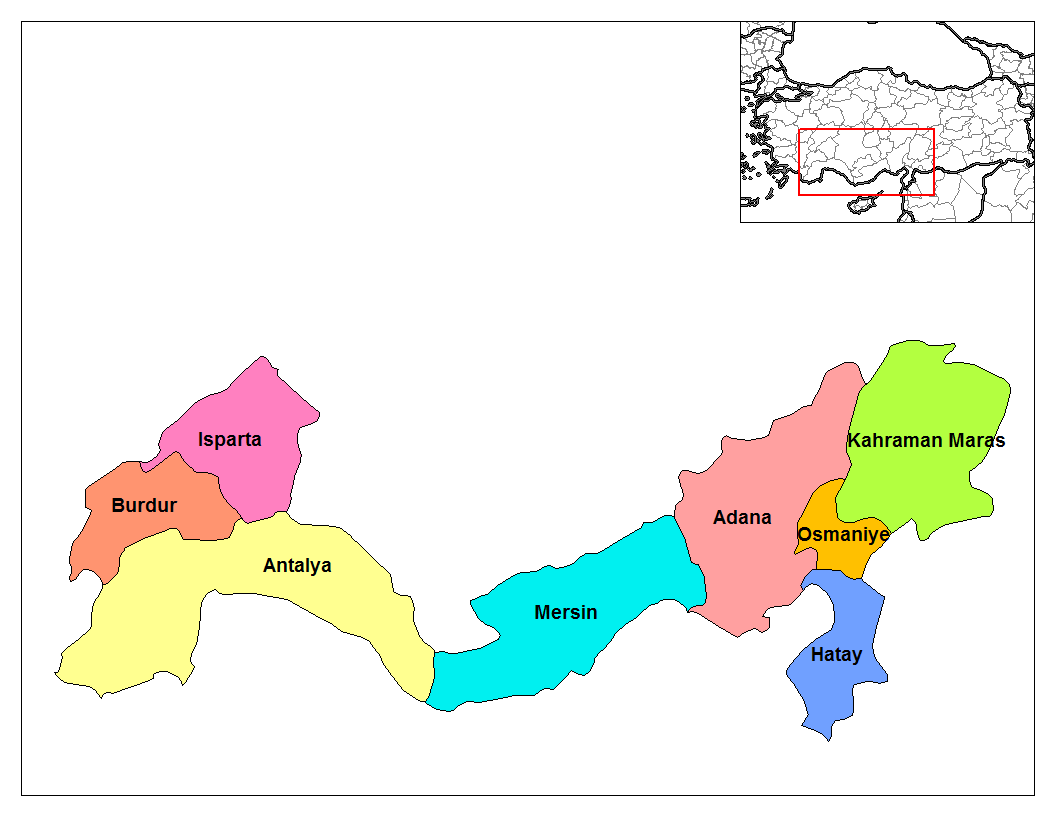
منطقه مدیترانه

- آدانا
- اسپارتا
- آنتالیا
- بوردور
- ختای
- عثمانیه
- قهرمان مرعش
- مرسین

### منطقه آناتولی شرقی

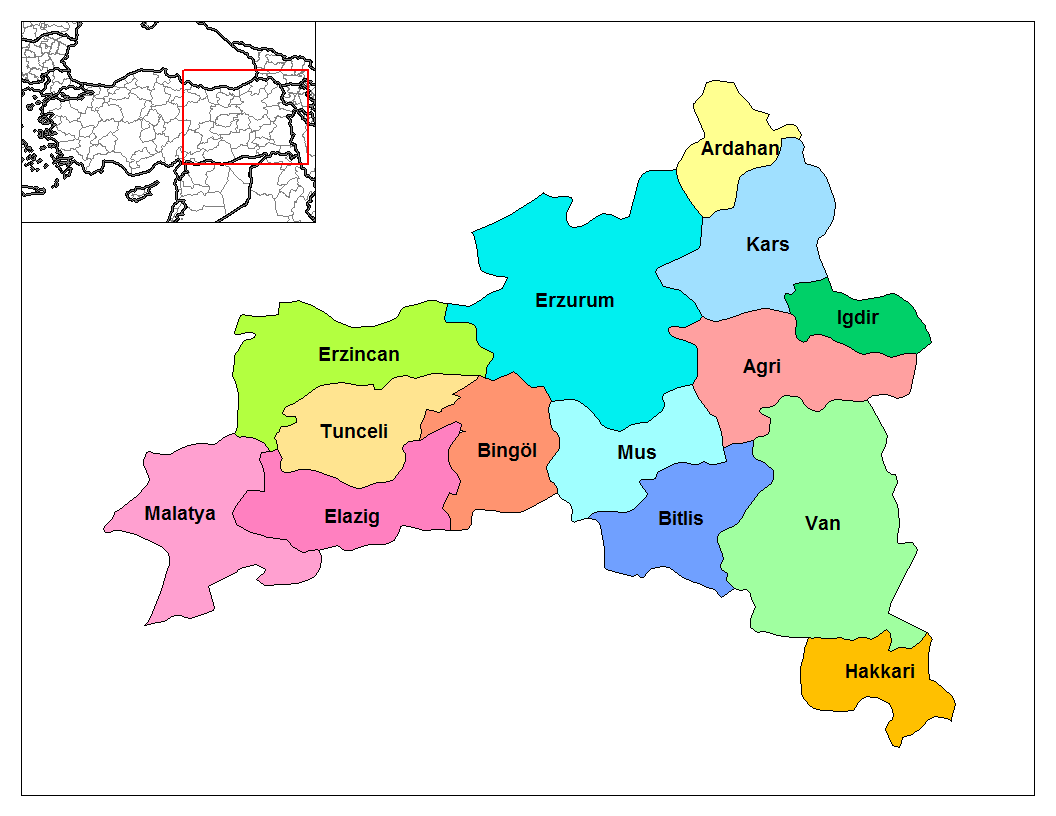
منطقه آناتولی شرقی

- اردهان
- ارزروم
- ارزنجان
- آغری
- الازیغ
- ایگدیر
- بتلیس
- بینگول
- تونج‌ایلی
- حکاری
- سعرد
- قارص
- ملطیه
- موش
- وان

### منطقه دریای سیاه

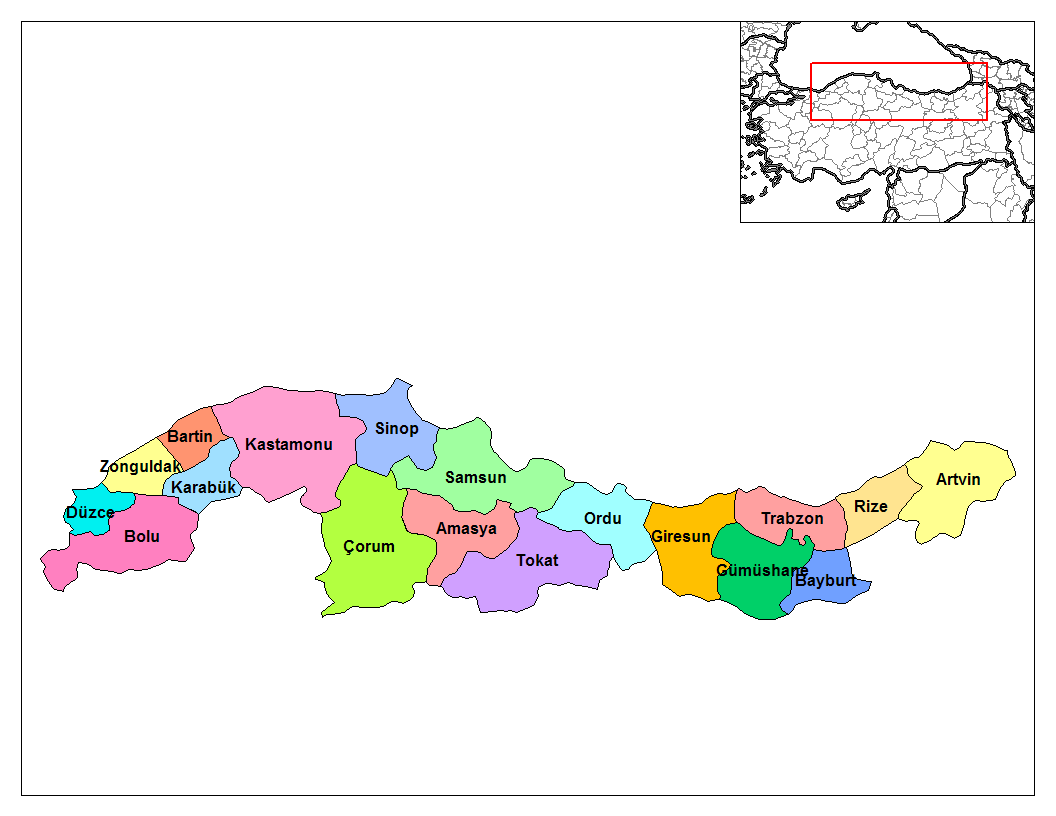
منطقه دریای سیاه

- آرتوین
- اردو
- آماسیه
- بارتین
- بایبورت
- بولی
- ترابزون
- توکات
- چوروم
- دوزجه
- ریزه
- زونگولداک
- سامسون
- سینوپ
- قره‌بوک
- قسطمونی
- گوموش‌خانه
- گره‌سون

### منطقه آناتولی جنوب شرق

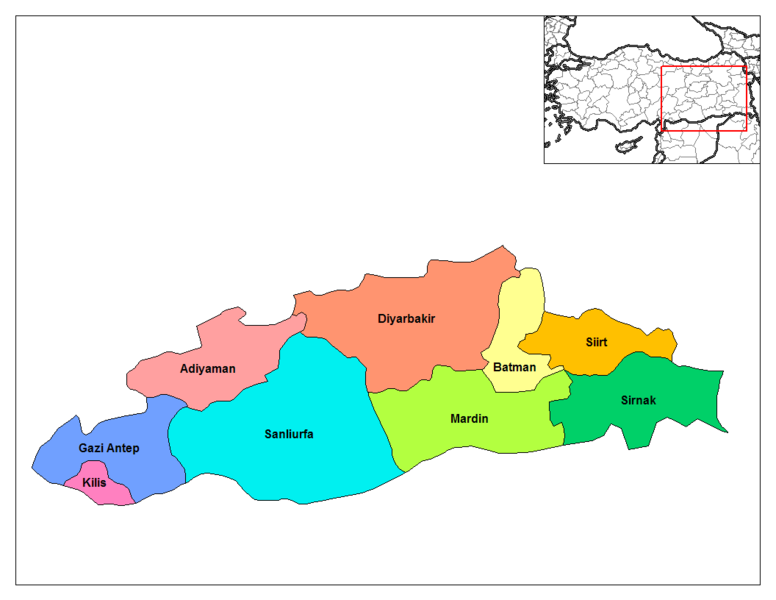
منطقه آناتولی جنوب شرق

- آدیامان
- باتمان
- دیاربکر
- شانلی‌اورفه
- شرناق
- غازی عینتاب
- کیلیس
- ماردین

### منطقه آناتولی مرکزی

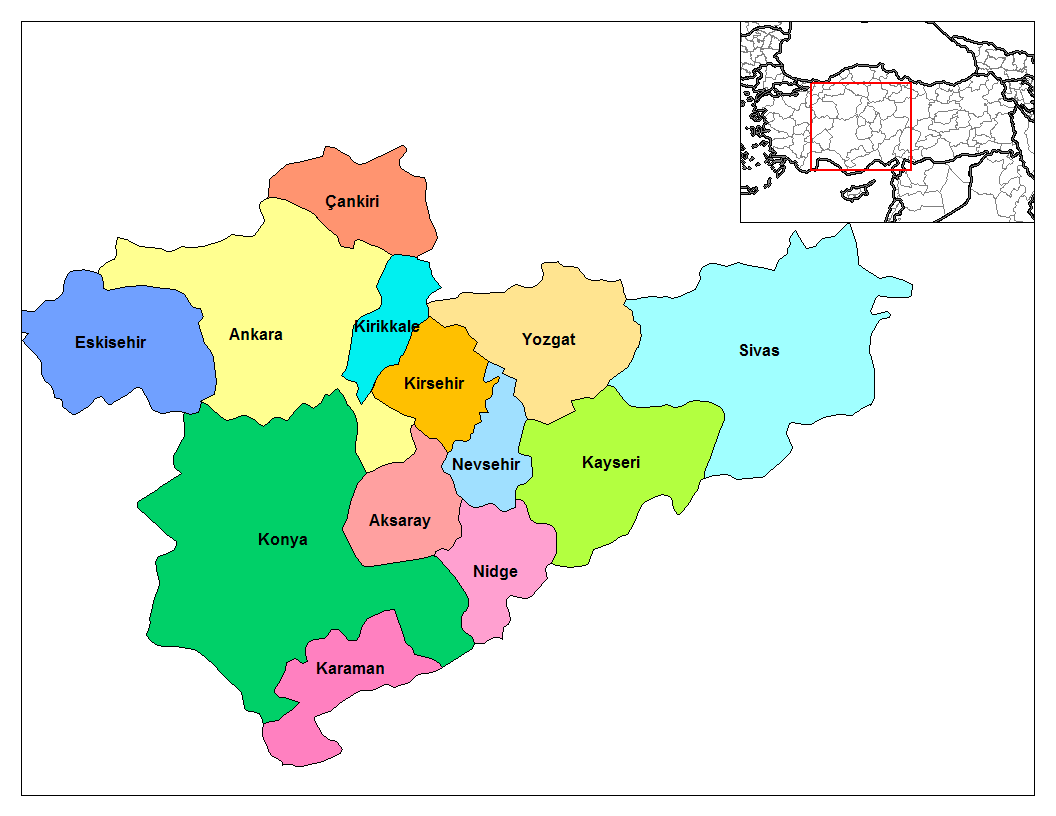
منطقه آناتولی مرکزی

- اسکی‌شهر
- آق‌سرای
- آنکارا
- چانقری
- سیواس
- قرشهر
- قیریق‌قلعه
- قونیه
- قیصریه
- کارامان
- نوشهر
- نیغده
- یوزگات